# Tremecém
Tremecém (em árabe: تلمسان; romaniz.: Tilimsān; em francês: Tlemcen; em berbere: ⵜⵍⴻⵎⵙⴰⵏ) é uma cidade da Argélia, capital da província homônima.